# 올리버 시플
올리버 웰링턴 "빌리" 시플(영어: Oliver Wellington "Billy" Sipple, 1941년 11월 20일 ~ 1989년 2월 2일)은 미국의 남성으로, 1975년 9월 22일 제럴드 포드 당시 미국 대통령의 암살 시도를 막아낸 것으로 알려져 있다. 베트남 전쟁 당시 해병대로 복무해 참전용사로 훈장을 받았으며, 사라 제인 무어가 샌프란시스코에서 포드를 향해 권총을 발사하려 할 때 무어를 저지했다. 이후 성소수자 인권 운동가들이 시플이 게이라고 아웃팅하면서 해당 사실을 보도한 여러 출판사를 고소하였지만 패소하였고, 부모와도 의절하게 됐다.

## 어린 시절
시플은 1941년 11월 20일 미국 미시간주의 디트로이트에서 태어났다. 미국 해병대에서 복무하며 베트남 전쟁에 참전했다. 1968년 12월에 파편에 부상을 입어 필라델피아 퇴역군인 병원으로 옮겨지며 제대하였다. 이후 고향인 디트로이트에 은둔하며 살아가던 시플은 뉴욕에서 하비 밀크를 만났고, 샌프란시스코에서 게이 프라이드 및 권리 시위에 참여했다. 시플은 공개적으로 동성애자 감독위원회 후보인 밀크의 정치 캠페인을 포함해 샌프란시스코에서 성소수자를 위한 활동을 했다. 두 사람은 친구였으며, 시플은 나중에 게이 바에서 일했고, 게이 커뮤니티인 임페리얼 코트 시스템에서 "뛰어난 인물"이라로 묘사됐다.
시플은 샌프란시스코 미션 지구에 위치한 아파트 4층에서 상인과 함께 살았다. 이후 샌프란시스코 VA 병원에서 6개월을 보냈으며, 포드의 생명을 구한 1975년에 자주 병원에 재입원했다.

## 포드 대통령 암살 시도 저지
시플은 샌프란시스코 세인트존스 외곽에 포드를 보러 온 3천 여 명의 군중 중 한 명이었다. 1975년 9월 22일 프랜시스 호텔에서 막 나온 포드는 삼엄한 보호를 받았지만, 사라 제인 무어는 포드로부터 약 12m 떨어진 곳에서 리볼버로 포드가 있는 쪽을 향해 총격을 가하였다. 무어는 자신이 잘못 쏘았다는 걸 알게된 후 다시 총을 쏘려 했으며, 그 때 시플이 무어에게 달려들었다. 당시 시플은 "나는 그녀의 총이 저기에 있는 것을 보고 그걸 움켜쥐었다. 내가 달려들어 여자의 팔을 잡자 총성이 울렸다"고 회상했다. 총알은 42세의 택시 운전사였던 존 루드비히를 명중시켰지만, 존은 사망하지 않았다. 이 암살 시도는 리넷 프롬이 포드를 암살하려 한 지 3주 만에 발생한 일이었다. 기자들은 시플을 추적하려고 했지만, 시플은 자신의 이름이나 위치가 노출되는 것을 꺼렸다.

## 이후
경찰과 미국 비밀경호국은 시플의 현장에서의 행동을 칭찬하였고, 언론도 긍정적인 반응으로 보도했다. 미국 언론은 시플을 영웅이라고 칭했으며, 이전 해병대원으로서의 위상에도 주목했다.
샌프란시스코 동성애자 공동체의 구성원들 사이에서는 시플이 게이라는 사실이 공공연히 알려져 있었고, 동성애자 프라이드 행사에도 참여하였지만 성적 지향이 가족들에게는 비밀이었다. 시플은 자신의 엄마와 고용주가 자신이 게이라는 사실을 모르기 때문에 개인 정보를 보도하지 말아달라고 요청하였다.

사건이 일어난 다음날, 샌프란시스코 크로니클 소속 칼럼니스트 허브 캔의 응답기에 두 개의 메시지가 왔다. 하나는 라벤더 팬서스라고 불리는 동성애자 운동 단체의 대표었던 레이 브로셔스 목사가 보낸 것이며, 다른 하나는 시플의 친구이자 운동가였던 하비 밀크가 보낸 것이었다. 밀크는 시플의 지향을 공개해야 하는지 논의를 하던 도중 친구에게 "너무 좋은 기회다. 우리 동성애자들이 아이를 성추행하고 화장실에서 코카인이나 피우는 것이 아니라 영웅적인 일들도 한다는 것을 보여줄 수 있다"는 말을 듣고 보냈다. 밀크는 시플을 "게이의 영웅"이라고 표현하며 소심하고 약하며 영웅과는 거리가 먼 인물이 "동성애자들의 편견을 깼다"고 아웃팅하였다. 역사학자 해럴드 에반스에 따르면 "백악관은 시플을 초청하지 않았고 표창도 존재하지 않았다. 밀크는 그 사건에 법석을 떨었다. 그리고 마침내 몇 주 후 시플은 짧은 감사의 편지를 받았다."고 이야기하였다. 사건으로부터 3일이 지난 후 시플은 포드로부터 아래의 짧은 편지를 받았다.
지난 월요일 당신의 행동에 매우 감사합을 표합니다. 그 사건은 우리 모두에게 충격이었지만, 당신은 우리의 안전을 위해 신속하고 두려움 없이 행동을 하였습니다. 그러하여 당신은 나와 군중 속에 있는 다른 사람들의 위험을 없앴습니다. 진심으로 감사드립니다.
암살 시도가 수포로 끝난 지 이틀 후, 캔은 시플이 동성애자이자 밀크의 친구라고 보도하였으며, 포드가 시플의 성적 지향으로 인해 "조용한" 감사를 보냈다고 추측하였다. 시플은 가족과 마찬가지로 기자들에게 둘러싸였으며, 어머니는 말하기를 거부하였다. 동성애자 해방 다체들은 시플이 영웅으로서 자격받을 수 있도록 지역 언론에 청원을 하였다. 캔은 다른 출판물들처럼 시플의 사적인 부분을 보도했다. 그러자 시플은 기자들에게 자신의 성적 지향을 비밀로 해야 한다고 말하였다. 기자들은 시플을 "게이인 전 해병대"라고 불렀으며, 어머니는 이를 부인하고 시플을 폄하하였다. 나중에 시플이 기자의 눈을 피하기 위해 친구의 아파트에 숨었을 때 기자들은 게이 커뮤니티에서 가장 목소리를 많이 내는 밀크로 눈을 돌렸다. 밀크는 포드 대통령이 시플에게 감사편지만 보내고 초청하지 않은 이유가 시플의 성 지향성 때문이라고 주장했다.
사플은 크로니클, 캔, 7개의 유명 신문사 및 다수의 익명의 출판사를 상대로 1,500만 달러의 사생활 침해 소송을 제기했다. 샌프란시스코 고등법원은 소송을 기각하였고, 시플은 1984년 5월까지 법정 투쟁을 이어갔다.

## 말년과 사망
2006년 워싱턴 포스트의 기사에 따르면 시플과 그의 부모님은 소원한 시기를 겪었지만, 후에 화해하였다. 시플의 형인 조지는 신문에 "[부모님]은 시플의 지향성을 받아들였다. 그게 다였다. 그걸 좋아하지는 않았지만 받아들였다. 환영을 받았다. 다만 친구들을 많이 데려오는 것은 안 됐다."고 밝혔다. 그러나 다른 자료들에서는 부모가 시플을 완전히 받아들이지 않았다는 것을 알 수 있다. 시플의 성적 지향에 대한 소식이 부모님에게 전해진 직후 어머니는 시플과 다시는 이야기하고 싶지 않다며 전화를 끊었으며, 아버지는 시플의 동생에게 "형제를 잊으라"고 말하였다. 어머니가 사망하였을 때 아버지는 시플이 장례식에 오는 것을 허락하지 않았다.
시플의 정신적, 신체적 건강은 몇 년 동안에 급격히 악화됐다. 술을 많이 마셨고, 조현병 진단을 받았으며, 심장박동기를 장착하였고, 살이 쪘다. 이 사건은 시플에게 많은 관심을 불러 일으켰으며, 말년에는 술을 마시며 무어의 총을 잡은 것에 대해 후회하는 마음을 나타내기도 했다. 1989년 2월 2일, 지인이었던 웨인 프라이데이는 샌프란시스코의 아파트에서 잭 대니얼스가 한 병 놓여져 있고 텔레비전이 켜진 채 시플이 사망한 것을 발견했다. 샌프란시스코의 검시관은 발견 당시 시플이 사망한 지 10일 정도 됐다고 추정했다. 향년 47세로 사망한 시플에게 포드 부부는 시플의 가족과 친구들에게 위로의 편지를 보냈다. 시플은 샌프란시스코 남쪽에 위치한 골든게이트 국립묘지에 매장됐다.
샌프란시스코 텐덜로인 구역 근처에 위치했던 월세 334달러의 시플이 거주하던 아파트에서는 백악관에서 보낸 액자에 담긴 편지를 포함해 자신의 행동이 담긴 많은 신문 스크랩이 있었다. 시플의 친구들에게 보낸 편지는 시플이 사망한 후 짧은 시간 전시됐다.
포드 부인과 저는 당신 친구의 죽음에 대한 슬픔에 깊은 조의를 표합니다

— 전 대통령 제럴드 포드, 1989년 2월
2001년 칼럼니스트 뎁 프라이스와의 인터뷰에서 포드는 시플이 성적 지향 때문에 취급이 달라졌다는 주장에 대해 아래와 같이 이야기했다.
제가 옳은 일을 하였고, 그 일은 끝났습니다. 언제인지는 기억이 나지 않지만 그가 게이라는 사실을 나중에야 알았습니다. 저는 제가 편견이 있고 게이를 배척하고 싶어한다는 미친 생각을 누가 하였는지 모르겠습니다.